# Lukács Ede
Lukács Ede (Nagyvárad, 1920. július 2. – Szarvaskő, 2008. december 5. előtt) labdarúgó, csatár.

## Pályafutása
A Crișana Oradea csapatában kezdett futballozni 1934-ben. Edzője Jeny Rudolf volt. Az 1937–1938-as szezonban került be az első csapatba. 1939 nyarán a Nagybányai SE-be igazolt. 1941 és 1947 között volt a Ferencváros játékosa, ahol egy-egy bajnoki ezüst- és bronzérmet és három magyar kupa-győzelmet szerzett a csapattal. A Fradiban 96 mérkőzésen szerepelt (71 bajnoki, 3 nemzetközi és 22 hazai díjmérkőzés) és 44 gólt szerzett (32 bajnoki, 12 egyéb). Labdarúgó pályafutása után Romániában élt. 1987-ben költözött Magyarországra.

## Sikerei, díjai
- Magyar bajnokság
  - 2.: 1943–44
  - 3.: 1942–43
- Magyar kupa
  - győztes: 1942, 1943, 1944